# Tulpmonument
Het Tulpmonument is een monument op Begraafplaats Westgaarde in Amsterdam Nieuw-West. Het bestaat uit twee delen.

## Tulpmonument
Om de plek van de asverstrooiing van het crematorium aan te geven staat op een heuvel een keramische zuil in de vorm van een gigantische tulp. Zoals van meerdere artistieke kunstwerken op de begraafplaats is de naam van de ontwerper/maker en jaar van plaatsing niet publiekelijk bekend. 

## Gedenkmonument asverstrooiing
Het Gedenkmonument asverstrooiing werd ontworpen door Dirry de Bruin in samenwerking met West 8 en stamt origineel uit 1995. Het monument bestaat uit een metalen frame waarin gekleurde naamplaatjes van glas gehangen kunnen worden, die verwijzen naar de persoon/personen waarvan de as op het achtergelegen strooiveld is achtergelaten. Volgens de kunstenaar vertonen de gekleurde naambordjes (zeker bij zonlicht) gelijkenis met gebrandschilderde ramen bij “oude begraafplaatsen”. Een plateau voor steekvazen maakt onderdeel uit van het monument. Was er in 1995 sprake van één raam en één plateau; er volgde een tweede set.

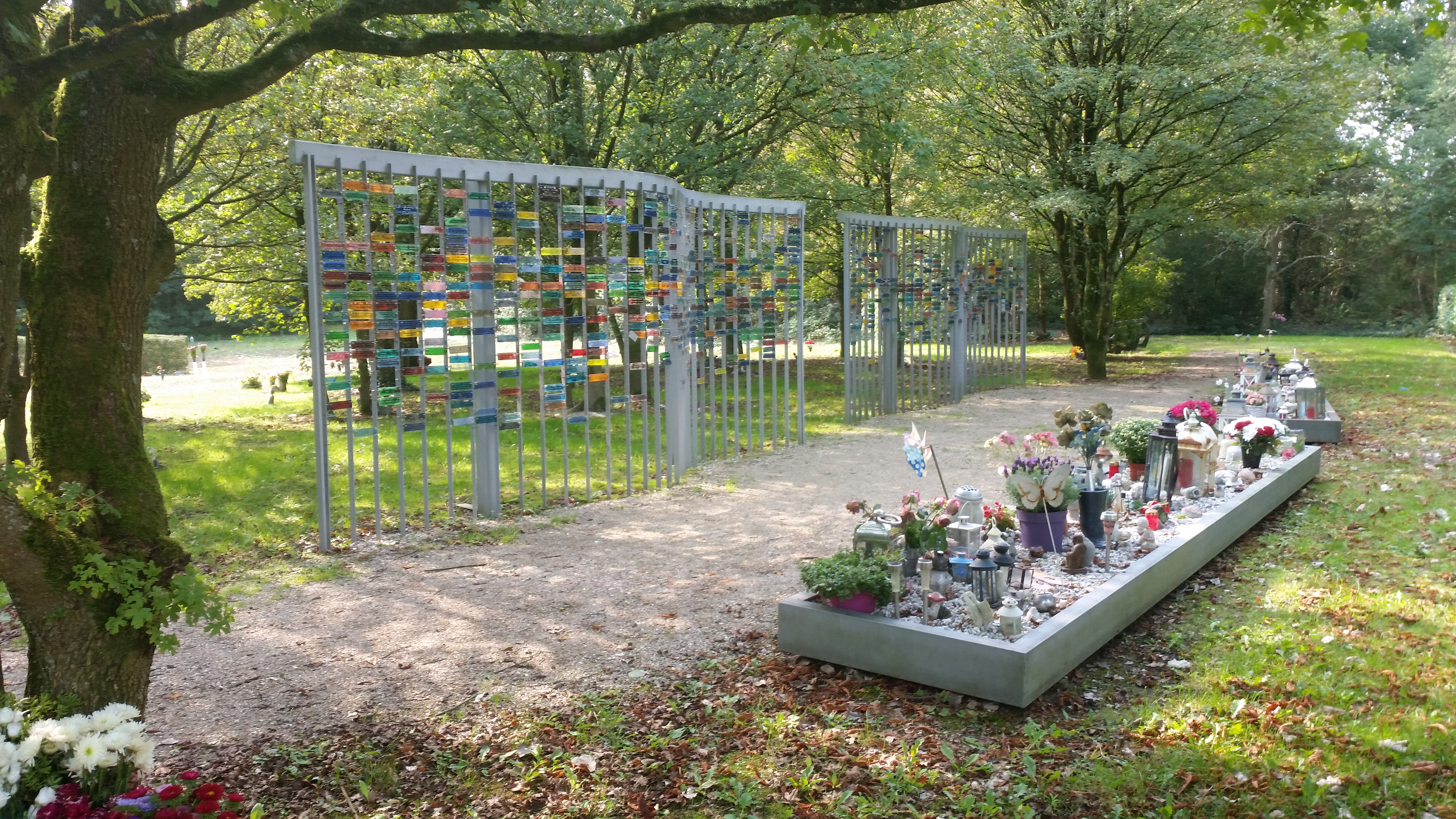
Gedenkmonument asverstrooiing (september 2020)